# Heligmonevra chaetoprocta
Heligmonevra chaetoprocta là một loài ruồi trong họ Asilidae. Heligmonevra chaetoprocta được Hull miêu tả năm 1962. Loài này phân bố ở miền Ấn Độ - Mã Lai.